# ميتش كوب
ميتش كوب (بالإنجليزية: Mitch Cope)‏ هو فنان أمريكي، ولد في 1973 في ديترويت في الولايات المتحدة.